# كفر السواقي
قرية كفر السواقى هي إحدى القرى التابعة لمركز أبو كبير في محافظة الشرقية في جمهورية مصر العربية. حسب إحصاءات سنة 2006، بلغ إجمالي السكان في كفر السواقى 6000 نسمة، منهم 3137 رجل و2863 امرأة.